# Нурденгрип, Каролина
Анна Каролина Александра Нурденгрип (швед. Anna Caroline Alexandra Nordengrip, в девичестве Андерссон; род. 31 мая 1980 года, Боллебюгд) — шведский политик и бывший депутат Риксдага от партии «Шведские демократы» в 2018—2022 годах. Представляла Южный избирательный округ лена Вестра-Гёталанд. В 2023 году во время российского вторжения в Украину присоединилась к Вооружённым силам Украины в качестве военнослужащей 47-й отдельной механизированной бригады «Магура» в звании сержанта.

## Биография
Родом из городка Боллебюгд вблизи Гётеборга в Швеции.
В 1995 году прошла военную подготовку в школе. В 19 лет поступила на службу на 11 месяцев в Сухопутные войска Швеции. Ещё несколько лет служила в национальной гвардии Швеции.
Высшее образование получила в техническо-инженерной отрасли, училась конструировать мосты. Однако по профессии фактически не работала, так как всю жизнь до 2022 года посвятила политической и общественной деятельности. Как депутат зарабатывала около 7 тысяч евро в месяц. Начинала карьеру с муниципалитетов разных уровней.
Нурденгрип решила заниматься политикой, будучи обеспокоенной состоянием дел в области безопасности, транспорта и в сельской местности. Стала служащей местного совета партии «Шведские демократы» в родном Боллебюгде, работала национальным омбудсменом партии. В 2018—2022 годах — депутат Риксдага, представляла Южный избирательный округ лена Вестра-Гёталанд. Нурденгрип входила в комитет риксдага по вопросам обороны. Выступала за укрепление армии, эффективное распределение ресурсов для полиции и противодействие длительным срокам рассмотрения дел, связанных с детской порнографией, призывала ужесточить наказание для осуждённых педофилов.

### Служба в ВСУ
Впервые приехала в Украину в марте 2022 года на 6 недель, где большую часть времени провела на Киевщине.
После начала полномасштабного российского вторжения в Украину прошла длинный бюрократический путь, чтобы официально вступить в ВСУ. Нурденгрип не стала баллотироваться на новый срок в Риксдаге на выборах 2022 года и в апреле 2023 года вступила в 47-ю отдельную механизированную бригаду «Магура», где стала инструктором учебного подразделения.
Изучала украинский язык в приложении Duolingo.
Впервые о своём решении присоединиться к ВСУ сообщила на своей странице в Instagram, отметив, что её мотивировали речь посла Украины в Швеции и сообщения о резне в Буче. Её решение поддержали как партия «Шведские демократы», так и депутаты других партий.